# Calocheiridius badonneli
Calocheiridius badonneli es una especie de arácnido del orden Pseudoscorpionida de la familia Olpiidae.

## Distribución geográfica
Se encuentra en Costa de Marfil.